# Rande (Diepenveen)
Rande is een buurtschap en landgoed in de Nederlandse gemeente Deventer (provincie Overijssel). Het behoorde tot 1 januari 1999 tot de toenmalige gemeente Diepenveen, toen deze opging in Deventer. De buurtschap wordt begrensd door de rivier de IJssel in het westen, de stad Deventer in het zuiden en het dorp Diepenveen in het oosten.

## Marke
Het landgoed en de buurtschap ontlenen hun naam aan de Rander-marke, een van de zes marken van het schoutambt Colmschate. Het was een agrarisch gebied met, tot ze in de negentiende eeuw opgedeeld werden, veel gemeenschappelijke gronden. Op de wat hogere rivierduinen lagen verspreid boerderijen. Enkele van die boerenplaatsen waren uitgegroeid tot buitenplaatsen.

## Keizersrande
Landgoed Keizersrande ligt tussen het dorp Diepenveen en de rivier de IJssel. Het bestaat uit de buitenplaatsen Oud Rande, Smets Rande en Nieuw Rande en de uiterwaarden Keizers- en Stobbenwaarden.

### Huizen
In 1285 wordt op wat vaak landgoed 'Keizersrande' genoemd wordt een adellijk huis vermeld. Het was eigendom van Rudolf van Rande, van dit huis is niets meer aanwezig.
De nog bestaande toren is het restant de havezate Rande zoals die in 1570 door Willem van Doetinchem, schout van Deventer, gebouwd werd. In het begin van de negentiende eeuw raakte het huis in verval en in 1838 ging men over tot gedeeltelijke sloop. De toren werd toen gespaard. Er verrees een nieuw, neogotisch huis ‘met een kasteelachtig voorkomen in historiserende stijl’. Ook dit landhuis heeft de tand des tijds niet kunnen doorstaan, in 1964 viel het onder de slopershamer. Ook nu bleven toren en een naastgelegen boerderij gespaard. Een nieuw landhuis is in 2009 naast de toren verrezen.
Het niet meer bestaande landhuis 'Rande' dat na 1677 naar een nieuwe eigenaar ook 'Smets Rande' genoemd werd dateerde uit het einde van de 16e eeuw. Omstreeks 1850 liet de toenmalige eigenaar daarvan, A.J. Duymaer van Twist, dit huis slopen om vervolgens elders op het landgoed het nu nog bestaande en begin 21e eeuw geheel gerestaureerde huis 'Nieuw Rande' te bouwen.

### Natuurderij
De uiterwaarden bij de buurtschap gingen begin eenentwintigste eeuw op de schop in verband met 'Ruimte voor de rivier'. Ze werden daarna toegevoegd aan landgoed Keizersrande. Een 170 hectare groot modern gemengd bedrijf functioneert er sindsdien als melkveehouderij 'Natuurderij Keizersrande'. De pachter werkt volgens biologisch-dynamische principes.

## Roobrug
In de marke lag vanaf de zeventiende eeuw ook nog een landgoed dat 'Roobrug' genoemd werd. Nadat ten minste drie eerdere landhuizen gesloopt werden kwam in 1936 onder architectuur van W.P.C. Knuttel het nog bestaande huis Roobrug tot stand.

## Historische infrastructuur

### Randerzijl
Een ononderbroken dijk langs de IJssel kwam gereed in de veertiende eeuw. Bij Rande bleef het mogelijk om vanaf de Zandwetering af te wateren richting rivier. Hiertoe lag er een sluisje in de dijk, het Randerzijl. Het bleef dienstdoen tot 1921.

### Zomerweg
Langs de in 1560 bij een dijkdoorbraak ontstane Rode kolk of Randerkolk liep al in de middeleeuwen over de zandruggen in de marke de 'zomerweg' van Deventer naar Zwolle, in de winter was vanwege de waterstanden de IJsseldijk vaak beter begaanbaar.

### Stopplaats
Door het gebied loopt de spoorlijn tussen de steden Deventer en Zwolle. Aan deze spoorlijn heeft gedurende 27 jaar stopplaats Rande bestaan die in 1918 is opgeheven. In ruil voor het aanleggen van de halte gaf de landgoedeigenaar toestemming de spoorweg over zijn gebied aan te leggen.
Stad: Deventer      Dorpen: Bathmen · Colmschate · Diepenveen · Lettele · Okkenbroek · Schalkhaar

Buurtschappen: Apenhuizen · De Bannink · Dortherhoek · Averlo en Frieswijk · Linde · Loo · Molenbelt · Oude Molen · Oxe · Pieriksmars · Rande · Snipperling · Tjoene · 
Zuidloo

Overijssel · Steden en dorpen      Nederland · Provincies · Gemeenten